# Alfred Kirchhoff
Alfred Kirchhoff, född 23 maj 1838 i Erfurt, död 8 februari 1907 i Mockau, Leipzig, var en tysk naturforskare och geograf.
Kirchhoff var lärare vid flera real- och yrkesskolor, kallades 1871 till docent i geografi vid krigsakademien i Berlin och var 1873-1904 professor i geografi i Halle an der Saale. Han var sedan 1888 ledamot av Vetenskaps- och vitterhetssamhället i Göteborg. Det var i huvudsak Kirchhoffs förtjänst att geografin blev ett självständigt undervisningsämne i skolorna och vid universiteten. Han utvidgade sitt ämnesområde åt alla håll, särskilt geologi, etnologi och kulturhistoria.
Han författade läroböcker i botanik, volapük och geografi (Schulgeographie, 20:e upplagan 1908, Erdkunde für Schulen, två band, 1892-93, femte upplagan 1909) samt var huvudredaktör för den under medverkan av flera andra geografer, däribland Theobald Fischer och Alexander Supan, utkommande stora geografiska handboken "Unser Wissen von der Erde. Länderkunde von Europa", av vilken 1886-1907 utkom fyra band, vilka innehåller en allmän geografi och Europas geografi.
Kirchhoff bearbetade även femte och sjätte upplaga av Oscar Ferdinand Peschels "Völkerkunde" samt utgav sedan 1887, på uppdrag av centralkommittén för Tysklands vetenskapliga geografi, "Forschungen zur deutschen Ländes- und Volkskunde" och 1891-1904 "Archiv für Ländes- und Volkskunde der Provinz Sachsen nebst angrenzenden Landesteilen". Tillsammans med Rudolf Fitzner och August Seidel uppsatte han 1898 tidskriften "Bibliothek der Länderkunde".